# HTC One
HTC One Series è una gamma di smartphone Android e Windows Phone prodotti dall'azienda taiwanese HTC. La serie presentata ufficialmente il 26 febbraio 2012 al Mobile World Congress è composta da:
- HTC One S
- HTC One V
- HTC One X
- HTC One X (modello venduto in America settentrionale)
- HTC One XL
- Vedi anche HTC Evo 4G LTE, variante Sprint del HTC One X (modello statunitense)
- HTC One (M7) (presentato il 19 febbraio 2013)
- HTC One (M8) (uscito il 25 marzo 2014)
- HTC One M9 (presentato il 1º marzo 2015)[1]
- HTC 10

## Differenze
La tabella mostra le differenze tra i diversi prodotti della famiglia HTC One:
|                  | HTC One V                                                                      | HTC One S | HTC One S (Asia) | HTC One X                                                                               | HTC One X (modello statunitense)                                                        | HTC One XL                                                                              | HTC One (M7) (modello italiano)                                                                           |
| ---------------- | ------------------------------------------------------------------------------ | --- | --- | --------------------------------------------------------------------------------------- | --------------------------------------------------------------------------------------- | --------------------------------------------------------------------------------------- | --- |
| Dimensioni       | H 120.30 mm (4.74 pollici) W 59.70 mm (2.35 pollici) D 9.24 mm (0.36 pollici)  | H 130.9 mm (5.15 pollici) W 65.0 mm (2.56 pollici) D 7.8 mm (0.31 pollici) { D 8.9 mm (0.35 pollici) nelle parti con rigonfiamenti} | H 130.9 mm (5.15 pollici) W 65.0 mm (2.56 pollici) D 7.8 mm (0.31 pollici) { D 8.9 mm (0.35 pollici) nelle parti con rigonfiamenti} | H 134.36 mm (5.29 pollici) W 69.9 mm (2.75 pollici) D 8.9 mm (0.35 pollici)             | H 134.8 mm (5.31 pollici) W 69.9 mm (2.75 pollici) D 8.9 mm (0.35 pollici)              | H 134.8 mm (5.31 pollici) W 69.9 mm (2.75 pollici) D 8.9 mm (0.35 pollici)              | H 137,4 mm (5.41 pollici) W 68,2 mm (2.69 pollici) D 9,3 mm (0.37 pollici)                                |
| Peso             | 115 grammi batteria inclusa                                                    | 119.5 grammi batteria inclusa | 119.5 grammi batteria inclusa | 130 grammi batteria inclusa                                                             | 130 grammi batteria inclusa                                                             | 130 grammi batteria inclusa                                                             | 143 grammi batteria inclusa                                                                               |
| Display          | 3.7-pollici WVGA (480×800) LCD                                                 | 4.3-pollici qHD (540×960) Super AMOLED con matrice RGBG (PenTile)                                                                   | 4.3-pollici qHD (540×960) Super AMOLED con matrice RGBG (PenTile)                                                                   | 4.7-pollici 720p (720×1280) LCD con Tecnologia IPS a matrice RGB                        | 4.7-pollici 720p (720×1280) LCD con Tecnologia IPS a matrice RGB                        | 4.7-pollici 720p (720×1280) LCD con Tecnologia IPS a matrice RGB                        | 4,7” full HD (1080x1920) Super Clear LCD 3 a matrice RGB 468ppi                                           |
| SoC              | Qualcomm Snapdragon S2 MSM8255                                                 | Qualcomm Snapdragon S4 MSM8260A | Qualcomm Snapdragon S3 MSM8260 | Nvidia Tegra 3                                                                          | Qualcomm Snapdragon S4 MSM8960                                                          | Qualcomm Snapdragon S4 MSM8960                                                          | Qualcomm Snapdragon 600 8064T                                                                             |
| CPU              | 1 GHz single-core Qualcomm Scorpion                                            | 1.5 GHz dual-core Qualcomm Krait | 1.7 GHz dual-core Qualcomm Scorpion (Prestazioni modificate fino allo Snapdragon S4)                                                | 1.5 GHz quad-core ARM Cortex-A9                                                         | 1.5 GHz dual-core Qualcomm Krait                                                        | 1.5 GHz dual-core Qualcomm Krait                                                        | Qualcomm Snapdragon 600 quad-core a 1,7 GHz krait                                                         |
| GPU              | Qualcomm Adreno 205                                                            | Qualcomm Adreno 225 (400 MHz) | Qualcomm Adreno 220 (266 MHz) | Nvidia ULP GeForce (520 MHz)                                                            | Qualcomm Adreno 225                                                                     | Qualcomm Adreno 225                                                                     | Qualcomm Adreno 320 (400 MHz)                                                                             |
| RAM              | 512 MB                                                                         | 1 GB | 1 GB | 1 GB                                                                                    | 1 GB                                                                                    | 1 GB                                                                                    | 2 GB |
| Memoria          | 4 GB Slot espansione: microSD card (SD 2.0 compatibile)                        | 16 GB | 16 GB | 32 GB                                                                                   | 16 GB                                                                                   | 16 & 32 GB                                                                              | 32 GB |
| 2G GSM/GPRS/EDGE | 850/900/1800/1900 MHz                                                          | 850/900/1800/1900 MHz | 850/900/1800/1900 MHz | 850/900/1800/1900 MHz                                                                   | 850/900/1800/1900 MHz                                                                   | 850/900/1800/1900 MHz                                                                   | 850/900/1800/1900 MHz                                                                                     |
| 3G WCDMA/HSPA    | 850/900/1900/2100 MHz                                                          | 850/900/2100 MHz (1700 MHz in US)                                                                                                   | 850/900/1900/2100 MHz | 850/900/1900/2100 MHz                                                                   | 850/1900/2100 MHz                                                                       | 850/900/1900/2100 MHz                                                                   | 850/900/1900/2100 MHz                                                                                     |
| 4G LTE           | No                                                                             | No | No | No                                                                                      | 700/1700/2100 MHz                                                                       | 1800/2600 MHz                                                                           | 800/1800/2600 MHz                                                                                         |
| Sensori          | Prossimità, Luce ambientale e G-sensor                                         | in più Gyro sensor e Bussola digitale                                                                                               | in più Gyro sensor e Bussola digitale                                                                                               | in più Gyro sensor e Bussola digitale                                                   | in più Gyro sensor e Bussola digitale                                                   | in più Gyro sensor e Bussola digitale                                                   | in più Gyro sensor e Bussola digitale                                                                     |
| Connettività     | Wi-Fi: 802.11b/g/n, Wi-Fi hotspot NO DLNA solo Standard micro USB 2.0 a 5 poli | in più collegamento mobile ad alta definizione (MHL) tramite connessioni USB o HDMI                                                 | in più collegamento mobile ad alta definizione (MHL) tramite connessioni USB o HDMI                                                 | in più 802.11a                                                                          | in più 802.11a                                                                          | in più 802.11a                                                                          | in più 802.11ac                                                                                           |
| Camera           | 5 MP Registrazione video in HD 720p Nessuna camera frontale                    | 8 MP Registrazione video in HD 1080p in più Camera frontale VGA                                                                     | 8 MP Registrazione video in HD 1080p in più Camera frontale VGA                                                                     | 8 MP Registrazione video in HD 1080p in più 1.3 MP (con registrazione video in HD 720p) | 8 MP Registrazione video in HD 1080p in più 1.3 MP (con registrazione video in HD 720p) | 8 MP Registrazione video in HD 1080p in più 1.3 MP (con registrazione video in HD 720p) | UltraPixel 4,3 MP Registrazione video in HD 1080p HDR in più 2.1 MP (con registrazione video in HD 1080p) |
| Batteria         | 1500 mAh                                                                       | 1650 mAh | 1650 mAh | 1800 mAh                                                                                | 1800 mAh                                                                                | 1800 mAh                                                                                | 2300 mAh                                                                                                  |